# Lars Forster
Lars Forster (* 1. August 1993 in St. Gallen) ist ein Schweizer Radrennfahrer, der im Cross-Country und im Cyclocross aktiv ist.

## Werdegang
Erste internationale Erfolge erzielte Forster bereits als Junior. 2011 wurde er Junioren-Europameister im Cyclocross und gewann mit der Schweizer Staffel die Silbermedaille bei den Mountainbike-Europameisterschaften und Weltmeisterschaften.
In der U23 wurde er Schweizer Meister in beiden Disziplinen. Im Cross-Country gewann er 2015 zwei Weltcup-Rennen der U23, 2016 wurde er Europameister und Dritter der Weltmeisterschaften mit der Staffel. Noch als U23-Fahrer wurde er für die Olympischen Sommerspiele 2016 in Rio de Janeiro nominiert, das Cross-Country-Rennen konnte er jedoch nach einem Sturz nicht beenden.
Nach dem Wechsel in die Elite kam er in der Saison 2017 erstmals unter die Top 5 in einem Weltcup-Rennen, zudem gewann er mit der Trofeo Delcar ein Rennen der horse class. Im Jahr 2018 erzielte er seinen bisher grössten Erfolg, als er Europameister im XCO wurde, 2019 gewann er in Snowshoe sein erstes Weltcup-Rennen.
Im Jahr 2019 gewann Forster zusammen mit seinem Teampartner Nino Schurter das renommierte Cross-Country-Etappenrennen Absa Cape Epic, im Jahr 2020 gewannen beide das Swiss Epic. Im Cyclocross wurde er 2020 zum dritten Mal Schweizer Meister.
Nach vergleichsweise schwächeren Ergebnissen in der Olympiaqualifikation wurde er nicht für das Schweizer Team für die Olympischen Sommerspiele in Tokio nominiert. Bei den Europameisterschaften sicherte er sich dafür den Titel im XCO. In der Saison 2022 blieb er im Weltcup und bei internationalen Meisterschaften ohne zählbare Erfolge. 2023 gewann er in Leogang vier Jahre nach seinem letzten Erfolg das Weltcup-Rennen in Leogang über die olympische Distanz.

## Erfolge
| 2011 - Weltmeisterschaften – Staffel XCR - Europameisterschaften – Staffel XCR 2014 - Schweizer Meister (U23) – Cross-Country XCO 2015 - zwei Weltcup-Erfolge (U23) – Cross-Country XCO 2016 - Weltmeisterschaften – Staffel XCR - Europameister – Staffel XCR 2017 - Internazionali d’Italia Series – Trofeo Delcar (HC) 2018 - Europameister – Cross-Country XCO - Cyprus Sunshine Cup – Afxentia (SHC) - Swiss Bike Cup Gränichen (HC) 2019 - ein Weltcup-Erfolg – Cross-Country XCO - Gesamtwertung Cape Epic mit Nino Schurter - Swiss Bike Cup – Bike Festival Basel (HC) 2020 - Gesamtwertung Swiss Epic mit Nino Schurter 2021 - Europameister – Cross-Country XCO 2023 - Europameisterschaften – Cross-Country XCO - ein Weltcup-Erfolg – Cross-Country XCO | 2009/10 - Schweizer Meister (Junioren) 2010/11 - Europameister (Junioren) - Schweizer Meister (Junioren) 2012/13 - Schweizer Meister (U23) 2013/14 - Schweizer Meister (U23) 2015/16 - Schweizer Meister 2017/18 - Schweizer Meister 2019/20 - Schweizer Meister |